# دریا بزرگ
دریا بزرگ چابهار ساحلی صخره‌ای و منطقه‌ای مشهور در بندر چابهار است که به دلیل دیدنی‌های طبیعی و تاریخی فراوان از اهمیت بسیاری برخوردار است و تفرجگاه مردم منطقه و گردشگران است.